# Sun Yat-sen
Dans ce nom chinois, le nom de famille, Sun, précède le nom personnel.
Pour les articles homonymes, voir Sun.
Sun Yat-sen (chinois simplifié : 孫中山 ; chinois traditionnel : 孫逸仙 ; pinyin : sūnzhōngshān ; cantonais Jyutping : syun¹ jat⁶sin¹ ; zhuyin : ㄙㄨㄣ 〡ˋ ㄒ〡ㄢ, Sun Yat-sen étant la prononciation en cantonais qui s'est exportée en Occident ; le nom se prononce Sūn Yìxiān en mandarin), plus connu en Chine sous son surnom Sun Zhongshan (en mandarin, chinois : 孙中山 / 孫中山, sūn zhōngshān, cantonais Jyutping : syun¹ zung¹saan¹, zhuyin : ㄙㄨㄣ ㄓㄨㄥ ㄕㄢ), également appelé Sun Wen (孫文), (12 novembre 1866 – 12 mars 1925) est un révolutionnaire et homme d'État chinois.
Il est considéré comme « le père de la Chine moderne ». Il a eu une influence significative dans le renversement de la dynastie Qing (dont le dernier représentant a été Puyi) et l'émergence de la république de Chine. Sun Yat-sen, l'un des fondateurs du Kuomintang, a été le premier président de la république de Chine en 1912 et, entre 1917 et 1925, dirigea plusieurs gouvernements basés dans le Sud de la Chine, qui visaient à réunifier le pays alors en proie à la domination des seigneurs de la guerre.
Formé à l'étranger, Sun est considéré comme l'un des dirigeants les plus grands et les plus importants de la Chine moderne, mais sa vie politique a été marquée par une lutte constante et un exil fréquent. Après le succès de la révolution de 1911, il démissionna rapidement de son poste de président de la république de Chine nouvellement fondée et céda son poste à Yuan Shikai. Il s'exila bientôt au Japon pour des raisons de sécurité, mais revint fonder un gouvernement révolutionnaire dans le sud de la Chine, pour défier les seigneurs de guerre qui contrôlaient une grande partie du pays. En 1923, il invite des représentants de l'Internationale communiste à Canton (Guangzhou) pour réorganiser son parti et forme une alliance fragile avec le Parti communiste chinois. Il n'a pas vécu assez longtemps pour voir son parti unifier le pays sous son successeur, Tchang Kai-shek, lors de l'Expédition du Nord. Il mourut à Pékin d'un cancer de la vésicule biliaire en 1925.
L'héritage principal de Sun est sa philosophie politique connue sous le nom de Trois principes du peuple : Mínzú (民族主義; Mínzúzhǔyì) ou nationalisme (indépendance vis-à-vis de la domination étrangère), Mínquán (民權主義; Mínquánzhǔyì) ou « droits du peuple » (parfois traduit par « démocratie »), et Mínshēng (民生主義; Mínshēngzhǔyì) ou moyens de subsistance du peuple (parfois traduit par « communautarisme »).
Il est surnommé le « Père de la nation » dans l'actuelle république de Chine (Taïwan) et le « Précurseur de la Révolution » dans la république populaire de Chine pour son rôle déterminant dans le renversement de la dynastie Qing lors de la Révolution de 1911. Sun est unique parmi les dirigeants chinois du XXe siècle car il est largement vénéré à la fois par le Parti communiste chinois continental et par le Kuomintang de Taïwan.

## Biographie

### Enfance et années d'étude

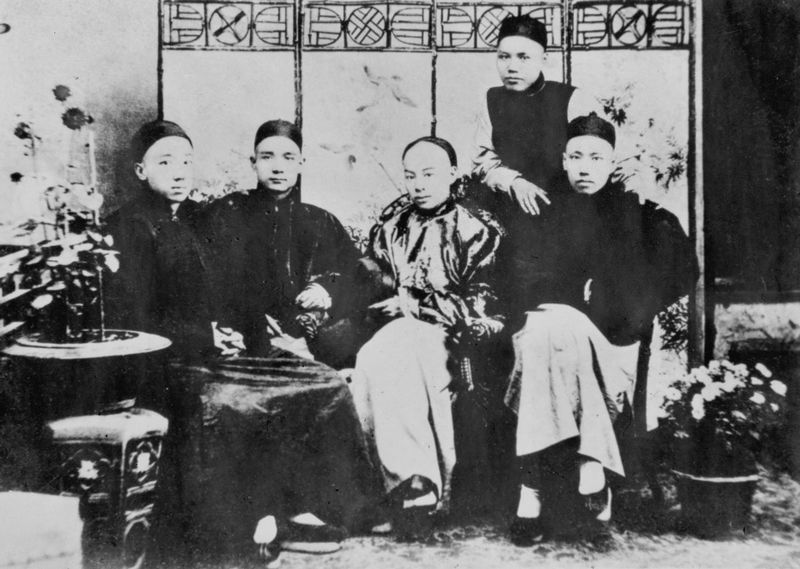
Photo de Sun Yat-sen et de ses amis, surnommés Si Da Kou (四大寇), au Hong Kong College of Medicine for Chinese (de gauche à droite : Yang Heling, Sun Yat-sen, Chen Shaobai et You Lie ; debout, Guan Jingliang).

Sun Yat-sen est né dans une famille de paysans du village de Cuiheng (翠亨村), situé dans le district de Xiangshan, devenu depuis la ville de Zhongshan (en chinois 中山市 ), dans la province du Guangdong (Simplifiés : 广东, Traditionnels : 廣東), dans le sud de la Chine. Son père était Sun Dacheng et sa mère Madame Yang. Son père possédait très peu de terres et travaillait comme tailleur à Macao et comme compagnon et porteur. Après avoir terminé ses études primaires, il a déménagé à Honolulu dans le royaume d'Hawaï, où il a vécu une vie confortable avec une richesse modeste soutenue par son frère aîné Sun Mei.
Selon Hans-Heinrich Wetzel, sa famille serait originaire de la communauté juive de Kaifeng mentionnée au XVIIe siècle par des Jésuites qui indiquent qu'ils étaient quelques centaines, que leur apparence physique comme leurs habitudes étaient semblables à celle des Han, et qu'elles étaient appelées les « Ye-Se-Lo-Ni » qui veut dire Israëlites, plus tard les « yóu tài rén » ou « yo se lie rén », littéralement les tribus d'Israël, originaires plus anciennement de la province de Xinjiang, ancien Turkestan oriental. L'hypothèse n'a toutefois jamais été confirmée.
Après avoir été à l'école de son village, Sun Yat-sen, à l'âge de treize ans, va vivre avec un frère aîné, qui avait émigré à Honolulu et qui y est devenu un marchand prospère. Il y étudie au lycée de Iolani (en) (1879-1882), et au lycée Diocesan Boys (1883). D'après certains, il y obtient la nationalité américaine. Il y a étudié l'anglais, l'histoire britannique, les mathématiques, les sciences et le christianisme. Bien qu'il fût initialement incapable de parler anglais, Sun Yat-sen apprit rapidement la langue, reçut un prix pour ses résultats académiques du roi hawaïen David Kalakaua et obtint son diplôme en 1882. Il fréquenta ensuite l'Oahu College (maintenant connu sous le nom de Punahou School ) pendant un semestre. En 1883, il fut renvoyé chez lui en Chine, car son frère commençait à s'inquiéter du fait que Sun commençait à embrasser le christianisme.
Réfugié à Hong Kong en 1884 après un bref retour en Chine pendant lequel il participe à un bris de statue religieuse, il y est baptisé et y étudie à la Queen's University (1884-1892). Il obtient finalement un diplôme de médecine à l'université de Hong Kong, dont il a été l'un des deux premiers diplômés. Il pratique alors brièvement la médecine à Hong Kong en 1893.
Il épouse à vingt ans Lu Muzhen (Simplifiés : 卢慕贞, Traditionnels : 盧慕貞), qui provient du même village que lui. Elle lui donne un fils, Sun Ke et deux filles, Sun Yan et Sun Wan. Ils mènent vite des vies séparées, Lu Muzhen n'étant pas en mesure de le suivre dans ses tribulations, en raison entre autres de ses pieds bandés.
Sun Yat-sen a par la suite une autre compagne qui va l'assister dans ses activités politiques, Chen Cuifang (陳粹芬, 1873-1954).
Considérée avec son accord comme une concubine par la famille Sun, elle est enterrée dans le cimetière familial.
En 1914 il demande la main de Soong Ai-ling à son père Charles Soong qui refuse.
L'année suivante, il épouse Song Qingling, sœur de Ai-ling, contre l'avis de Charles Soong, après avoir cette fois divorcé de Lu Muzhen, car les Song sont méthodistes.
C'est elle qui sera connue internationalement comme « Madame Sun Yat-sen ».
Ses années passées à Hawaii l'ont poussé à développer un fort intérêt pour le système économique américain, dont il devient l'un des plus ardents défenseurs.
Il attache un intérêt tout particulier aux idées d’Alexander Hamilton et Abraham Lincoln.
La phrase de ce dernier « Le gouvernement du peuple, par le peuple, pour le peuple » lui inspire d'ailleurs ses « trois principes du peuple ».
Selon l'auteur Serge Hutin, Sun Yat-Sen était un membre important de la Triade et franc-maçon de haut grade.

### Carrière politique
Sun marque aussi sa forte opposition au gouvernement impérial Qing de la Chine, et commence sa carrière politique en essayant d'organiser des groupes de réforme des Chinois exilés à Hong Kong. En octobre 1894 il fonde le Xingzhonghui (littéralement « société pour le redressement de la Chine ») pour exposer ses idées pour la prospérité de la Chine et comme plateforme de ses futures activités révolutionnaires.
En 1895, un coup d'État qu'il fomente échoue et il doit s'exiler pour seize ans en Europe, aux États-Unis, au Canada puis au Japon, réunissant de l'argent pour son parti révolutionnaire. Au Japon, il rejoint d'autres groupes révolutionnaires chinois et fonde avec eux le Tongmenghui, ligue d'union dont il est élu président, et dont il exprime ainsi le programme : « Chasser les étrangers, restaurer la Chine, fonder une république et redistribuer équitablement les terres ».

#### Exil au Japon
Sun a voyagé via le Canada jusqu'au Japon pour commencer son exil là-bas. Il arriva à Yokohama le 16 août 1897 et rencontra le politicien japonais Tōten Miyazaki. La plupart des Japonais qui ont travaillé activement avec Sun étaient motivés par une opposition pan-asiatique à l'impérialisme occidental. Au Japon, Sun rencontra également Mariano Ponce, un diplomate de la Première République des Philippines.
Pendant la Révolution philippine et la Guerre philippino-américaine, Sun a aidé Ponce à se procurer des armes récupérées de l'Armée impériale japonaise et à les expédier aux Philippines. En aidant la République des Philippines, Sun espérait que les Philippins conserveraient leur indépendance afin qu'il puisse être abrité dans le pays pour organiser une autre révolution chinoise. Cependant, à la fin de la guerre en juillet 1902, les États-Unis sortirent victorieux d'une guerre de trois ans contre la République. Par conséquent, Sun n'eut pas l'occasion de s'allier aux Philippines dans sa révolution en Chine.
En 1897, par l'intermédiaire de Miyazaki Toten, Sun Yat-sen rencontra Tōyama Mitsuru de l'organisation politique Genyosha. Grâce à Tōyama, il reçut un soutien financier pour ses activités et ses frais de subsistance à Tokyo de la part de Hiraoka Kotarō. De plus, sa résidence, un manoir de 2 000 mètres carrés à Waseda-Tsurumaki-cho, fut arrangée par Inukai Tsuyoshi.
En 1899, la Révolte des Boxers eut lieu. L'année suivante, Sun Yat-sen tenta un autre soulèvement à Huizhou, mais celui-ci se termina par un échec. En 1902, bien qu'il ait déjà une femme en Chine, il épousa la femme japonaise Kaoru Otsuki. De plus, il entretint Asada Haru comme maîtresse et la fit fréquemment accompagner.

### La création de la république de Chine
Le 10 octobre 1911, une révolte à Wuchang, à laquelle Sun Yat-sen n'est pas lié, provoque la chute de la dynastie Qing des Mandchous et en conséquence du système impérial de la Chine, vieux de deux millénaires. Le 14 décembre, un gouvernement républicain provisoire est proclamé et tous s'entendent sur l'appel à Sun Yat-sen pour en être président, prenant de vitesse Yuan Shikai. Sun Yat-sen, alors aux États-Unis après son expulsion du Japon, est surpris par la révolution nationaliste dont il apprend la victoire par la presse, mais il ne se hâte pas de rentrer. Il ne débarque à Shanghai que le 25 décembre 1911. Sun Yat-sen déclare que la Chine a été occupée par deux fois par des puissances étrangères : d'abord par les Mongols (dynastie des Yuans) puis par les Mandchous (dynastie des Qing).
Le 29 décembre, il est élu président provisoire et proclame à Nankin la république de Chine au début de 1912.

Premier drapeau de la république de Chine aux couleurs des cinq peuples rassemblés : Hans, Mandchous, Mongols, Hui et Tibétains.

Sun Yat-sen se rendit avec son cabinet sur la tombe de Yongle, empereur de la dynastie Ming et s'adressant à ses ancêtres hans, il déclara : « La politique des Mandchous a été une politique extrêmement tyrannique. Motivés par le désir de soumettre perpétuellement les Chinois, les Mandchous ont gouverné le pays au plus grand détriment du peuple. La race chinoise, aujourd'hui, a enfin restauré le gouvernement du peuple de Chine… Le peuple est venu ici pour informer Votre Majesté de la victoire finale. » Plus tard, en 1912, Sun Yat-sen dans son discours inaugural comme premier président de la république de Chine, annonça « l'unification des peuples han, mandchou, mongol, hui et tibétain ». Promouvoir un État multiethnique était le moyen choisi par Pékin pour affirmer son héritage de l'empire.
L'histoire officielle du Kuomintang accentue fortement le rôle de Sun comme le premier président provisoire, mais un grand nombre d'historiens remettent en question le rôle de Sun dans la révolution de 1911 et indiquent qu'il n'a eu aucun rôle direct dans la révolte du Wuchang et qu'il était alors hors du pays. Dans cette interprétation, sa nomination en tant que premier président provisoire est due à sa position de personnalité respectée mais relativement peu importante, qui faisait de lui un candidat de compromis entre les camps révolutionnaire et conservateur.
Sun Yat-sen organise alors la république de Chine, en provoquant dans chaque province des élections destinées à établir l'Assemblée nationale de la république de Chine. Cette assemblée vote les objectifs et la loi provisoire de la République. Il lance une démarche de codification des lois.

### La prise de pouvoir par Yuan Shikai
Cependant, le gouvernement provisoire est rapidement en position de faiblesse. Les provinces du sud de la Chine ont déclaré leur indépendance de la dynastie Qing, mais ce n'est pas le cas de la plupart de celles du Nord. De plus, le gouvernement provisoire ne dispose d'aucune force militaire propre, son contrôle des mutins de la Nouvelle Armée est limité et une grande partie des forces militaires ne se sont pas prononcées contre les Qing.
L'hypothèse d'une intervention des puissances occidentales en Chine pour soutenir l'empire inquiète suffisamment le gouvernement de Nankin pour que soit trouvé un compromis avec la puissante armée de Beiyang de Yuan Shikai. Lors de la révolte des Taiping, l'armée britannique avait été poussée à soutenir les Qing pour défendre ses concessions. Une pareille intervention en 1911 aurait pu être fatale au mouvement. Pour éviter que l'histoire ne se répète, un compromis est trouvé avec Yuan Shikai. Celui-ci, principal soutien à l'empire, négocie l'abdication du jeune empereur âgé de quatre ans, Pu Yi. En contrepartie, il demande sa nomination au poste de président de la République. À sa trahison envers l'empereur s'ajoute rapidement une autre, celle envers les révolutionnaires. Les élections législatives donnant gagnants les révolutionnaires, et le régime donnant le pouvoir à l'Assemblée à l'automne 1912, Yuan fait assassiner en mars 1913 le chef de file et représentant du Kuomintang à Pékin, Song Jiaoren. Puis, il chasse les élus Kuomintang de l'Assemblée, interdit leur parti et dissout la Chambre. Les nationalistes étant dès lors poursuivis, Sun s'enfuit au Japon. Commence la dictature de Yuan, au cours de laquelle celui-ci cherche en 1915 à se faire nommer empereur, avant de mourir dès 1916.

### Le retour en Chine et la lutte pour l'unité du pays

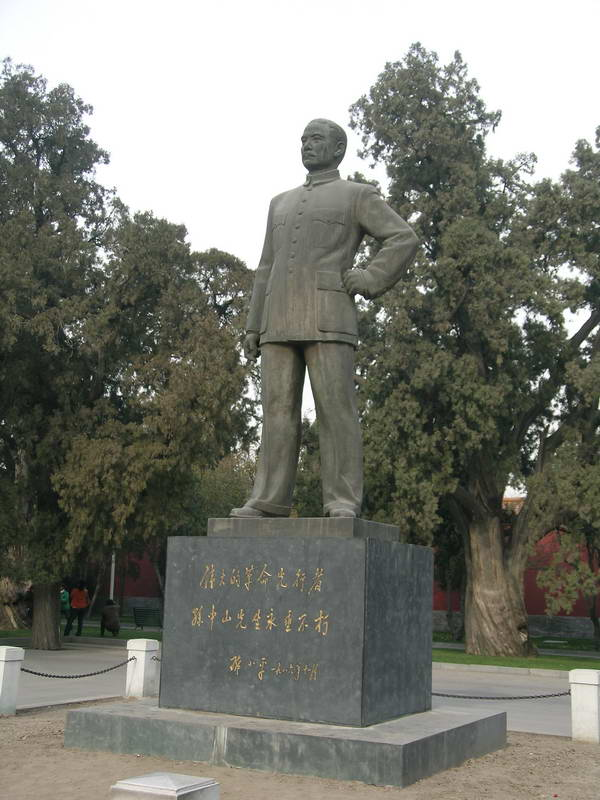
Statue de Sun Yat-sen dans le parc qui porte son nom à Pékin.

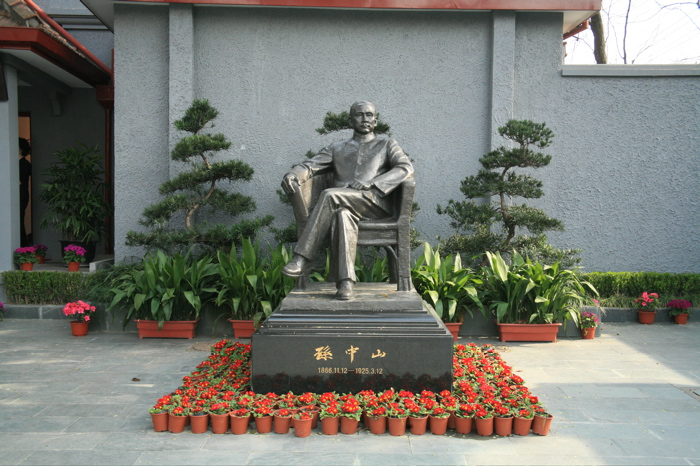
Statue de Sun Yat-sen dans sa maison à Shanghai.

Sun retourne en Chine en 1917 et est élu président du gouvernement national auto-proclamé à Canton en 1921. En 1923, il prononce un discours durant lequel il proclame les « trois principes du peuple » comme principes fondateurs du pays et la constitution des cinq pouvoirs (ou yuan : le pouvoir exécutif, le pouvoir législatif, le pouvoir judiciaire, le pouvoir d'examen et le pouvoir de censure) comme base du système politique et de l'administration.
Pour développer le pouvoir militaire nécessaire au renversement du gouvernement des seigneurs de la guerre de Pékin, il crée, d'après les préconisations des conseillers soviétiques envoyés pour chapeauter l'activité anti-impérialiste chinoise (Borodine et Vassili Blütcher), l'Académie militaire de Huangpu près de Canton, à la tête de laquelle il nomme Tchang Kaï-chek.
Au début des années 1920, il reçoit de l'aide du Komintern pour réorganiser le Kuomintang comme un parti nationaliste anti-impérialiste et anti-féodal. Le Kuomintang coopérera alors avec tous les partis, y compris avec les communistes chinois. Sun est alors convaincu que la réalisation d'une Chine unifiée passe par la conquête militaire partant de sa base dans le Sud, suivie d'une période de transition qui s'achèverait dans un passage à la démocratie.
Le 10 novembre 1924, Sun Yat-sen voyage dans le Nord et donne un nouveau discours pour suggérer l'idée d'une conférence pour le peuple chinois et l'abolition de l'ensemble des traités inégaux avec les pays occidentaux. Deux jours plus tard, il est à nouveau en voyage pour Pékin pour discuter de l'avenir du pays, malgré la détérioration de son état de santé et la guerre civile provoquée par les seigneurs de la guerre. Son objectif est de tenir des pourparlers de paix avec les représentants régionaux à propos de l'unification de la Chine. Il meurt d'un cancer le 12 mars 1925 à l'âge de cinquante-huit ans, sur la route de Pékin.

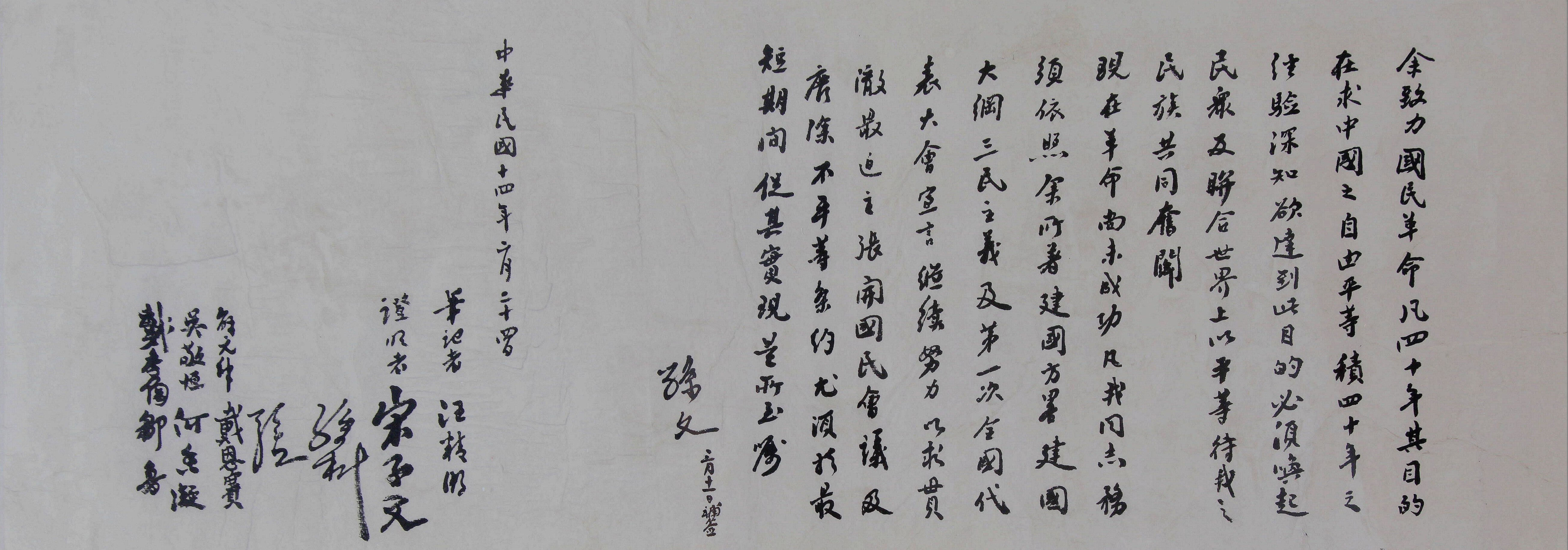
Message de Sun Yat-sen

La veille de sa mort, il fait rédiger, vraisemblablement par Wang Jingwei, un message adressé au Comité exécutif central des soviets. Ce message émet le vœu que les communistes et le Kuomintang continuent à collaborer étroitement. La suite des événements allait montrer que ce vœu ne se réaliserait pas et la rupture entre les deux partis révolutionnaires devait survenir moins de deux ans plus tard.
Un mausolée est créé à Nankin pour accueillir sa dépouille. Un wagon sera affrété pour lui faire faire le trajet de Pékin à Nankin. La sculpture de son mausolée est créée par le Français d'origine polonaise, Paul Landowski.

## Relation avec le Japon

### Restauration Meiji et les vues révolutionnaires de Sun Yat-sen
Selon Hosaka Masayasu, l'une des raisons pour lesquelles des figures comme Miyazaki Toten, Yamada Yoshimasa, et Yamada Junzaburo soutenaient le mouvement révolutionnaire de Sun Yat-sen était que les idéaux de la Restauration Meiji ou du Mouvement pour les libertés et les droits du peuple ne pouvaient pas être réalisés au Japon, et qu'ils cherchaient à compenser cet échec.
Cependant, Sun Yat-sen lui-même déclara ce qui suit en 1919 :  
Le Parti nationaliste chinois est, après tout, constitué des révolutionnaires du Japon d'il y a 50 ans. Le Japon, un pays faible en Orient, a eu la chance d'avoir des révolutionnaires de la Restauration Meiji, qui, pour la première fois, ont uni et transformé le Japon d'un pays faible en un pays fort. Nos révolutionnaires ont également suivi le chemin des révolutionnaires japonais, cherchant à transformer la Chine.
En 1923, il dit également :  
La Restauration Meiji du Japon a été la cause de la révolution chinoise, et la révolution chinoise a été le résultat de la Restauration Meiji du Japon. Les deux sont à l'origine connectés et travaillent ensemble pour réaliser le renouveau de l'Asie de l'Est.
Basé sur son empathie pour la Restauration Meiji, Sun Yat-sen chercha à établir une collaboration entre le Japon et la Chine. Pour lui, les Vingt et une demandes du Japon à la Chine représentaient une trahison des « aspirations révolutionnaires » des patriotes de la Restauration Meiji et avançaient la politique d'agression du Japon contre la Chine.

### Relation avec les Japonais
Pendant sa vie, Sun Yat-sen a entretenu de nombreuses relations avec des Japonais. Par l'intermédiaire de Inukai Tsuyoshi, il a fait la connaissance de Miyazaki Toten, Tōyama Mitsuru, et Uchida Ryōhei, avec qui il a également eu des échanges idéologiques et a reçu un soutien financier. De plus, il a reçu une aide financière de la part de chefs d'entreprise tels que Matsukata Kōjirō, Yasukawa Keiichirō, le courtier en bourse Suzuki Kugorou, et Umeya Shōkichi,. L'un de ses partisans pendant son séjour au Japon était également l'arrière-grand-père de l'artiste de manga Shibata Ami.
De plus, Sasaki Tōichi de l'Armée impériale japonaise a servi de conseiller militaire à Sun. Il est également devenu ami avec Minakata Kumagusu, et leur amitié s'est approfondie après leur rencontre alors que Sun était en exil à Londres.

### Conférence sur le Grand Asiatisme
La conférence sur le Grand Asiatisme fait référence au discours prononcé par Sun Yat-sen le 29 novembre 1924, le jour suivant sa rencontre avec Tōyama Mitsuru à Kobe. Elle a eu lieu dans l'auditorium du lycée pour filles de la préfecture de Kobe, à l'emplacement actuel du bureau du gouvernement de la préfecture de Hyogo, devant cinq organisations, dont la Chambre de commerce de Kobe. Ce discours faisait la distinction entre la « voie royale » de l'Est et la « voie hégémonique » de l'Ouest, louant la voie royale de l'Est, tout en condamnant la tendance du Japon à adopter des voies hégémoniques en raison d'un excès, tout en louant également la modernisation du Japon en tant que leader dans ce domaine,.
Vous, Japonais, avez adopté les manières culturelles hégémoniques de l'Occident, tout en possédant l'essence de la voie royale de la culture asiatique. Cependant, en regardant vers l'avenir de la culture mondiale, la question demeure : deviendrez-vous finalement les outils des manières hégémoniques de l'Occident, ou serez-vous un rempart contre la voie royale de l'Est ? Cela dépend de votre réflexion attentive et de vos choix délibérés.
Ce discours critiquait le colonialisme occidental tout en louant la modernisation et la civilisation du Japon. Il critiquait également le Japon pour être devenu un suiveur du colonialisme occidental et prônait la coopération entre les Asiatiques.

## Publications
- Kidnapped in London (1897)
- The Outline of National Reconstruction/Chien Kuo Ta Kang (1918)
- The Fundamentals of National Reconstruction/Jianguo fanglue (1924)
- The Principle of Nationalism (1953)